# Remington Модель 597
Remington Модель 597 — американська самозарядна гвинтівка, яку випускала компанія Remington Arms на своїх заводах в Мейфілді, штат Кентуккі та Гантсвіллі, штата Алабама. Версія під набій .22 Long Rifle мала знімний 10-зарядний магазин, а магазин під довші набої .22 WMR та .17 HMR містить вісім набоїв.
Версії під набої .22 LR та .22 WMR почали випускати в 1997 році, а версія під набій .17 HMR з'явилася у 2002 році. Компанія Remington анонсувала припинення випуску Моделі 597 у 2019 році.

## Огляд та варіанти
Remington 597 є конкурентом гвинтівок Marlin Model 795, Mossberg 702 Plinkster та Ruger 10/22. Гвинтівка була представлена в різних конфігураціях, з синтетичними та ламінованими дерев'яними ложами. Довжина стандартного стволу становить 20 дюймів. Її унікальна затворна система з напрямними має дві сталеві напрямні рейки, а затвор залишається відкритим після останнього пострілу.
Ствольна коробка має вбудоване 11 мм кріплення типу ластівчин хвіст (інколи таке кріплення прицілу називають "tip-off"), а також нарізні точки для можливості кріплення рейки Вівера. Кріплення "tip-off" підходять лише для невеликих, легких прицілів для пневматичних гвинтівок або гвинтівок під набій кільцевого запалення. Для важких прицілів рекомендують використовувати рейку Вівера замість кріплення tip-off, оскільки важчий приціл може зсунутися після пострілу і "стратити нуль."
Цільова модель має важкий ствол довжиною 16,5-дюйми без прицілів, крім того, є "тактичний" варіант суцільно чорний з нарізним наконечником для встановлення полум'ягасника, дулового гальма або глушника. Дві ексклюзивні моделі, які продавала компанія Dick's Sporting Goods, мала оптичний приціл  3–9×, а одна з моделей мала важкий ствол довжиною 20-дюймів.

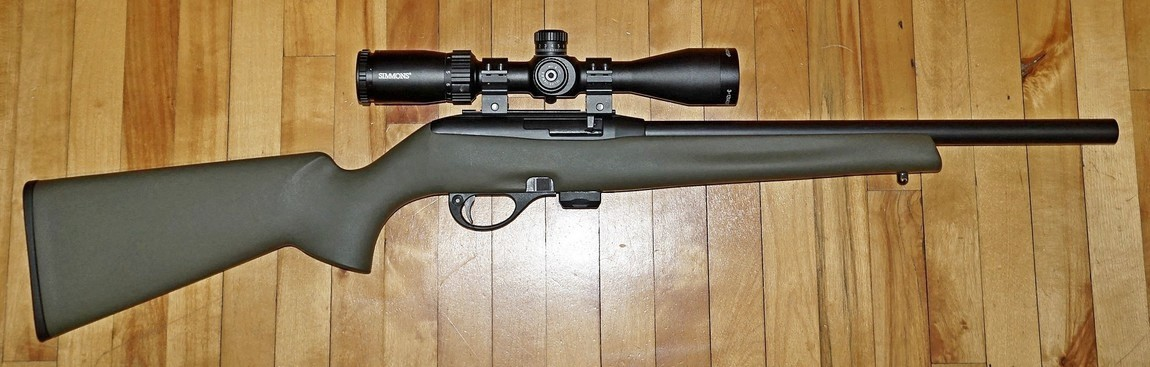
Remington 597 HB зі стволом довжиною 16,5 дюйми з зеленою ложею

## Магазини
Модель 597 мала принаймні чотири покоління магазинів. Перші магазини були зроблені з пластику і мали проблеми з живленням, коли було заряджено більше ніж три-чотири набої. Ці ранні магазини вважали основною проблемою для поширення гвинтівки. Крім того, проблеми зростали з часом, оскільки пластик старів і забруднювався, а в магазин потрапляли мастило та залишки пороху.
Друге покоління магазинів робили шляхом лиття з алюмінієвого сплаву.  Їх можна було придбати у 2000 році. Основа та штовхач все ще випускали з пластику. Цей новий магазин був кращим у порівнянні з першим поколінням. Магазин нового зразка поставлявся з пізнішими гвинтівками. Ці магазини також можна було придбати окремо.
Третє покоління магазинів було дуже схожим на друге покоління з невеликою різницею, яка помітно покращувала надійність. Третє покоління магазинів можна впізнати по номеру "10", який нанесено на боку; друге покоління має лише цифру "10", тоді як третє покоління також має коло, вибите навколо числа.
Магазин четвертого покоління має чорне покриття, призначене для підвищення надійності подачі.
Також доступні запасні магазини збільшеної місткості.

## Запасні частини
Модель 597 отримує багато запасних частин, але їх кількість все ще менша у порівнянні з запчастинами до Ruger 10/22, який є конкурентом на ринку. Зараз для Моделі 597 є доступні стволи, механічні приціли, ударники та екстрактори, а також описані раніше магазини. Volquartsen Custom пропонує стволи, ударники та екстрактори. Tech-SIGHTS пропонує регульовані апертурні приціли.

## Історія моделей
- .22 Long Rifle (1997–2019)
- .22 Winchester Magnum Rimfire (1997–2019)
- .17 Hornady Magnum Rimfire (2002–2009)

## Відкликання
В жовтні 2014 року Remington попередили користувачів, щоб ті припинили використовувати Модель 597 під набій .17 HMR через проблеми з безпекою. Компанія запропонувала купони на відшкодування на всі гвинтівки Модель 597 під набій .17 HMR, разом з набоями Remington .17 HMR, після повернення їх компанії Remington.